# Cessy Casanova
Cecilia Santiago (nacida alrededor de 1969 en Tecalitlán, Jalisco), más conocida como Cessy Casanova, es una comediante y cantante mexicana cuya carrera inició en los años 90s.

## Biografía
Casanova se desenvolvió en un seno familiar musical, ya que su padre el exguitarrista de Vargas de Tecalitlán Natividad Santiago se los inculcó desde jóvenes a ella y a su hermano Marco Antonio Santiago.
Casanova comenzó su carrera en la comedia en 1989.
Casanova suele actuar en el escenario con un vestido de noche . Se anuncia a sí misma como La Dama de la Comedia ( La Dama de la Comedia ).  Como cantante, puede interpretar baladas y canciones en los géneros latino y pop e inserta el humor en su canto.